# Favolaschia citrina
Favolaschia citrina es una especie de hongos basidiomicetos de la familia Mycenaceae, orden  Agaricales.